# Jugoslovanska hokejska liga 1940/41
Sezona 1940/41 jugoslovanske hokejske lige je bila peta sezona jugoslovanskega prvenstva v hokeju na ledu. Naslov jugoslovanskega prvaka so petič in zadnjič pod tem imenom osvojili hokejisti ljubljanskega kluba SK Ilirija. O naslovu prvaka je odločal turnir v Ljubljani, ki je potekal 1. in 2. februarja 1941.

## Turnir
| 1. februar 1941 | ŠD Varaždin | 7:0 | SK Palić | Ljubljana |

| Poročilo tekme | Poročilo tekme | Poročilo tekme | Poročilo tekme | Poročilo tekme |
| -------------- | -------------- | -------------- | -------------- | -------------- |
|                |                |                |                |                |

| 2. februar 1941 | SK Ilirija | 10:0 | ŠD Varaždin | Ljubljana |

| Poročilo tekme | Poročilo tekme | Poročilo tekme | Poročilo tekme | Poročilo tekme |
| -------------- | -------------- | -------------- | -------------- | -------------- |
|                |                |                |                |                |

| 2. februar 1941 | SK Ilirija | 13:1 | SK Palić | Ljubljana |

| Poročilo tekme | Poročilo tekme | Poročilo tekme | Poročilo tekme | Poročilo tekme |
| -------------- | -------------- | -------------- | -------------- | -------------- |
|                |                |                |                |                |

## Končni vrstni red
1. SK Ilirija
2. ŠD Varaždin
3. SK Palić

## Jugoslovanski prvaki
Ice Rihar, Mirko Eržen, Kačič, Kroupa, Jože Gogala, Ernest Aljančič, Oton Gregorčič, Luce Žitnik, Viljem Morbacher, Tone Pogačnik, Karol Pavletič